# Chiesa ortodossa macedone

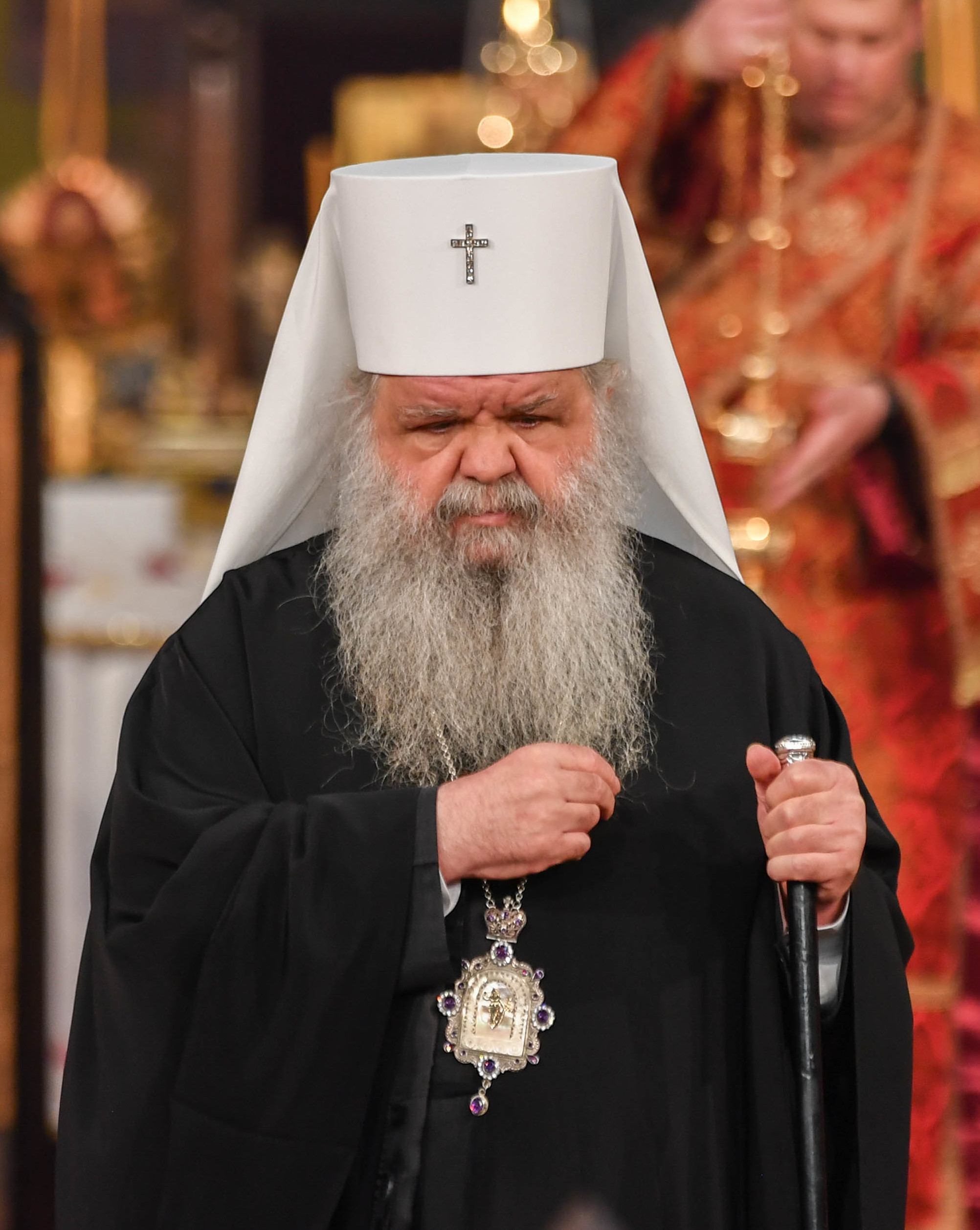
Stefano, primate della Chiesa ortodossa macedone dal 1999.

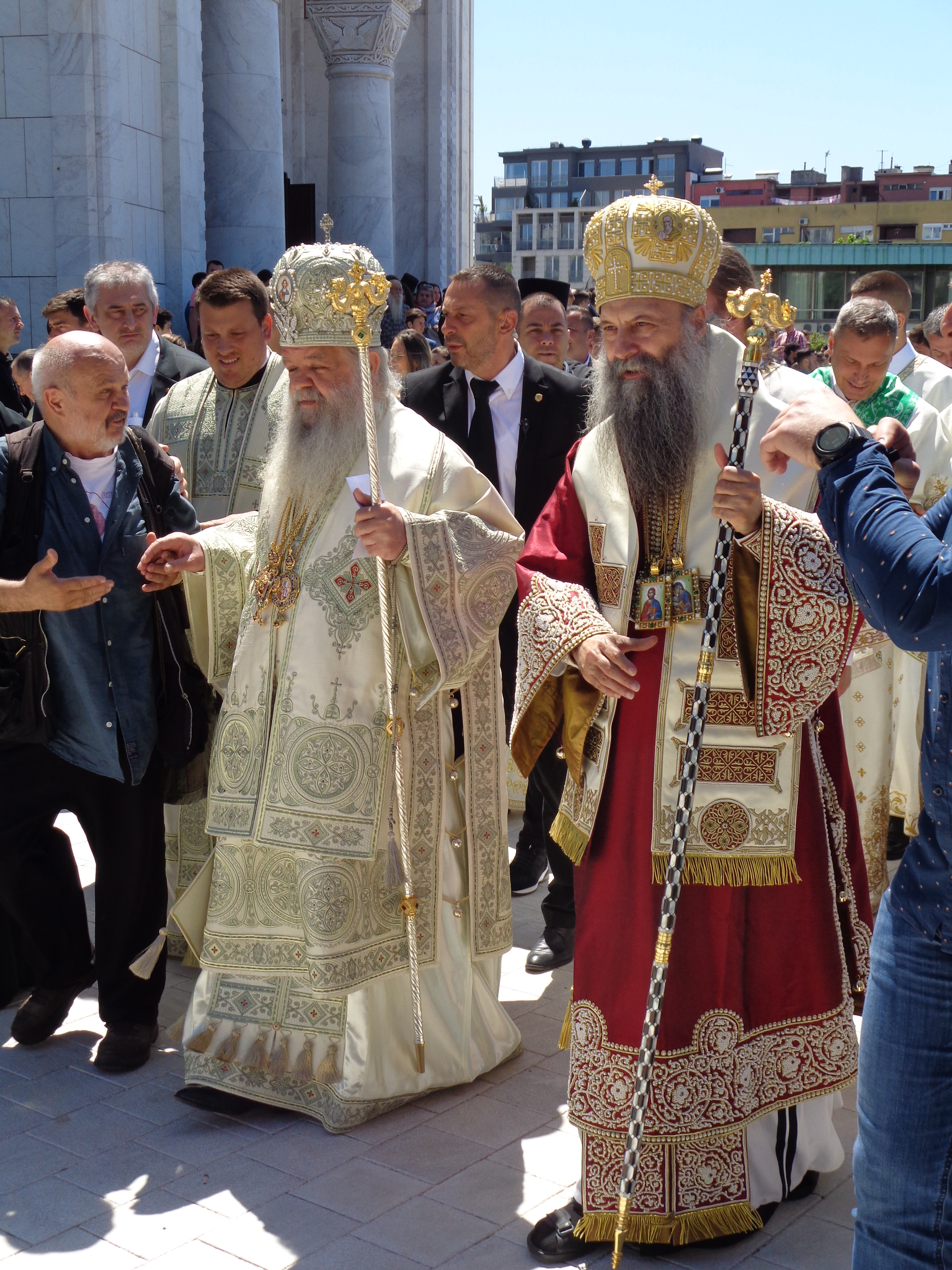
Il patriarca serbo e l'arcivescovo di Skopje a Belgrado, maggio 2022.

La Chiesa ortodossa macedone - Arcivescovado di Ocrida (in macedone Македонска православна црква – Охридска архиепископија?, abbreviato MOC-AO), comunemente nota come Chiesa ortodossa macedone (abbreviato MOC), è una Chiesa ortodossa autocefala diffusa in Macedonia del Nord. Occupa il 14º posto nel dittico delle Chiese ortodosse. Il suo primate ha il titolo di arcivescovo di Ocrida e di tutta Macedonia del Nord. Essa si considera l'erede dell'Arcivescovado di Ocrida.
Dal 10 ottobre 1999, primate della Chiesa ortodossa macedone, metropolita di Skopje, arcivescovo di Ocrida e Macedonia, e di Giustiniana Prima, è Stefano, nato Stojan Veljanovski.

## Storia
Verso la fine della seconda guerra mondiale si costituì una prima riunione del clero e dei vescovi macedoni, che nel 1945 adottò una risoluzione per la costituzione di una Chiesa indipendente, ma questa richiesta fu respinta dal Santo Sinodo della Chiesa ortodossa serba, da cui dipendeva la Macedonia  peraltro solo dal 1920. Una seconda risoluzione del 1958 fu accolta il 17 giugno 1959 dalla Chiesa serba sotto la pressione delle autorità socialiste. Fu così riconosciuta l'autonomia della Chiesa ortodossa macedone, intesa come restaurazione dell'arcivescovado di Ocrida.
Nel 1967, nel bicentenario della soppressione dell'arcivescovado di Ocrida, il Santo Sinodo macedone annunciò unilateralmente la propria autocefalia dalla Chiesa ortodossa serba. Il sinodo serbo non riconobbe questa decisione e condannò il clero macedone come scismatico. L'autocefalia della Chiesa macedone non fu riconosciuta da nessuna Chiesa ortodossa.
Questa situazione di stallo perdurò fino alla dissoluzione della Jugoslavia e alla nascita della repubblica della Macedonia del Nord. Da questo momento iniziarono delle trattative per risolvere canonicamente la situazione della Chiesa ortodossa in Macedonia. Un accordo sembrava raggiunto nel 2002, ma fu respinto dalla Sinodo della MOC. Il 24 maggio 2005 il patriarca serbo formalizzò lo scisma della Chiesa ortodossa in Macedonia, con il riconoscimento dell'autonomia dell'arcidiocesi ortodossa di Ocrida (in serbo: Православна охридска архиепископија, Pravoslavna ohridska arhiepiskopija, abbreviato POA) sotto l'omoforio del patriarcato di Serbia. Da questo momento la Chiesa ortodossa in Macedonia si trovò divisa sotto due giurisdizioni distinte, ognuna con le sue eparchie: la Chiesa ortodossa macedone, la cui autocefalia non era riconosciuta; e l'arcidiocesi ortodossa di Ocrida del patriarcato serbo.
Dal 2020 nuovi negoziati cercarono di risolvere lo scisma in vista di un riconoscimento dello status canonico della Chiesa ortodossa macedone. L'apice di questo cammino è stato il riconoscimento ufficiale dell'autocefalia della Chiesa macedone operata dal patriarcato ecumenico di Costantinopoli il 9 maggio 2022. Nei mesi successivi la maggior parte delle Chiese ortodosse ha riconosciuto la Chiesa ortodossa macedone; il 5 giugno il patriarca serbo Porfirije ha accolto le istanze della Chiesa ortodossa macedone e ha accettato e riconosciuto la sua autocefalia.
Resta un ultimo passo da compiere, intrapreso nel 2023. Nel maggio di quest'anno il Sinodo della Chiesa serba ha dato avvio al processo per sopprimere la POA e integrarla nella MOC. Ai suoi vescovi è stata concessa la dispensa dalla giurisdizione della Chiesa ortodossa serba e la possibilità di sottomettersi alla giurisdizione del MOC. Un accordo prevedeva la creazione di tre nuove eparchie in Macedona del Nord, intese come sedi provvisorie per i tre vescovi della POA passati alla Chiesa ortodossa macedone. Il 26 dicembre 2023, al termine di una riunione del Santo Sinodo, Stefano, arcivescovo di Ocrida e Macedona, ha annunciato la completa integrazione dei vescovi della POA nella MOC-AO, dopo che i tre vescovi sono stati intronizzati nelle loro rispettive "nuove" eparchie.

## Organizzazione

Mappa delle otto eparchie della Chiesa ortodossa macedone

### Eparchie nella Repubblica di Macedonia
- Eparchia di Skopje
- Eparchia di Tetovo-Gostivar
- Eparchia di Kumanovo-Osogovo
- Eparchia di Debar-Kičevo
- Eparchia di Prespa-Pelagonia
- Eparchia di Strumica
- Eparchia di Povardarie
- Eparchia di Bregalnika

### Eparchie all'estero
- Eparchia americano-canadese
- Eparchia europea
- Eparchia d'Australia e Nuova Zelanda
- Eparchia di Canberra, Australia e Tasmania

## Lista dei primati
- Dositeo II (Dimitrije Stojković) † (1967–1981)
- Angelario (Cvetko Krsteski) † (1981–1986)
- Gabriele II (Ǵorǵi Milošev) † (1986–1993)
- Michele (Metodi Gogov) † (1993–1999)
- Stefano (Stojan Veljanovski), dal 1999